# Trisectrice de Maclaurin

La trisectrice de Maclaurin comme lieu d'intersection de deux droites en rotation.

En géométrie, la trisectrice de Maclaurin est une courbe plane cubique notable pour sa propriété de trisection, car elle peut être utilisée pour réaliser la trisection d'un angle. Elle peut se définir comme le lieu d'intersection de deux droites, chacune tournant autour d'un point à vitesse constante, l'une trois fois plus vite que l'autre, et telle que pour l'angle nul, les deux droites sont confondues et passant par les points. C'est un cas particulier de sectrice de Maclaurin. La courbe porte le nom de Colin Maclaurin, qui l'a étudiée en 1742.

## Équations
Soient deux droites tournant autour des points P (0;0) et P1 (a ; 0) telles que quand la droite autour de P tourne d'un angle θ par rapport à l'axe horizontal, la droite tournant autour de P1 tourne d'un angle 3θ. On note Q le point d'intersection, alors l'angle entre les deux droites en 2θ. Par la loi des sinus, on a : 
{\displaystyle {r \over \sin 3\theta }={a \over \sin 2\theta }\!}
dont on tire l'équation en coordonnées polaires (après translation et rotation) :
{\displaystyle r=a{\frac {\sin 3\theta }{\sin 2\theta }}={a \over 2}{\frac {4\cos ^{2}\theta -1}{\cos \theta }}={a \over 2}\left(4\cos \theta -{\frac {1}{\cos \theta }}\right)\!}.
La courbe est donc un cas particulier de cubique de Sluze.
En coordonnées cartésiennes, l'équation de la courbe est :
{\displaystyle 2x(x^{2}+y^{2})=a(3x^{2}-y^{2})\!}.
Si l'origine est placée en (a, 0) alors une dérivation similaire de celle donnée supra montre que l'équation de l'équation de la courbe en coordonnées polaires devient
{\displaystyle r=2a\cos {\theta  \over 3}\!}
ce qui montre qu'il s'agit d'un limaçon avec une boucle.

## Propriété de trisection

La trisectrice de Maclaurin permet de diviser un angle par 3.

Pour un angle φ donné, on trace un rayon du point (a, 0) vers la trisectrice formant un angle φ avec l'axe horizontal. Le rayon reliant l'origine au point d'intersection entre la trisectrice et le premier rayon forme alors un angle avec l'axe horizontal de φ / 3.

## Propriétés
La courbe a une racine en 3a/2 et un point double à l'origine. L'axe vertical x = - a/2 est une asymptote. La courbe intersecte l'axe x = a, ou le point correspondant à la trisection de l'angle droit, en {\displaystyle \left(a,{\pm {1 \over {\sqrt {3}}}a}\right)}.
Comme cubique nodale, elle a un genre nul.
L'aire de la boucle vaut
{\displaystyle A_{\text{boucle}}=3{\sqrt {3}}\,a.}
La longueur de l'arc formant la boucle est :
{\displaystyle l_{\text{boucle}}=-6\mathrm {i} \,\mathrm {E} \left(\mathrm {i} \,\mathrm {arsinh} ({\sqrt {3}})\,,\,{\frac {1}{3}}\right)\,a\approx 8,2446532a}
où E(x , k) est une intégrale elliptique incomplète de deuxième espèce.

## Relations avec d'autres courbes
La trisectrice de Maclaurin peut être définie à partir des sections coniques de trois façons. Plus précisément :
- elle est l'inverse par rapport au cercle unité de l'hyperbole

{\displaystyle 2x=a(3x^{2}-y^{2})}.
- elle est la cissoïde du cercle

{\displaystyle (x+a)^{2}+y^{2}=a^{2}}
et la droite x = a/2 par rapport à l'origine.
- elle est la podaire par rapport à l'origine de la parabole

{\displaystyle y^{2}=2a(x-{\tfrac {3}{2}}a)}.
La trisectrice de Maclaurin est également la polaire de la cardioïde par rapport au centre de son cercle conchoïdal.
De plus :
- l'inverse par rapport au point (a, 0) est un limaçon trisecteur.
- la trisectrice de Maclaurin est reliée au folium de Descartes par transformation affine.